# Jari Niemi
Jari Niemi (Nokia, 2 februari 1977) is een voormalig voetballer (aanvaller) uit Finland die voor Tampere United uitkwam. Voordien speelde hij voor onder meer FC Haka, Standard Luik en Sint-Truiden VV.

## Interlandcarrière
Niemi speelde 24 wedstrijden voor de Finse nationale ploeg in de periode 2000-2005. Daarin scoorde hij drie keer. Hij maakte zijn debuut op 31 januari 2000 in de vriendschappelijke wedstrijd tegen de Faeröer (1-0). Niemi moest in dat duel na 63 minuten plaatsmaken voor Toni Kallio.
| Interlanddoelpunten | Interlanddoelpunten | Interlanddoelpunten | Interlanddoelpunten     | Interlanddoelpunten | Interlanddoelpunten | Interlanddoelpunten | Interlanddoelpunten |
| #                   | Datum               | Locatie             | Wedstrijd               | Goal(s)             | Score               | Uitslag             | Wedstrijd           |
| ------------------- | ------------------- | ------------------- | ----------------------- | ------------------- | ------------------- | ------------------- | ------------------- |
| 1                   | 20/02/2001          | Dubai               | Oman – Finland          | 52'                 | 0 – 2               | 0 – 2               | Oefeninterland      |
| 2                   | 10/01/2002          | Manamah             | Finland – Macedonië     | 23'                 | 2 – 0               | 3 – 0               | Oefeninterland      |
| 3                   | 29/01/2003          | Port of Spain       | Trinidad & T. – Finland | 83'                 | 1 – 2               | 1 – 2               | Oefeninterland      |

## Erelijst
FC Haka
- Veikkausliiga

1998
 Tampere United
- Veikkausliiga

2001, 2006, 2007
- Suomen Cup

2007